# 구사쓰시립 시즈 소학교
구사쓰시립 시즈 소학교(草津市立志津小学校)는 일본 시가현 구사쓰시에 있는 1876년에 설립된 공립 초등학교다.